# Gemeine Waldschabe

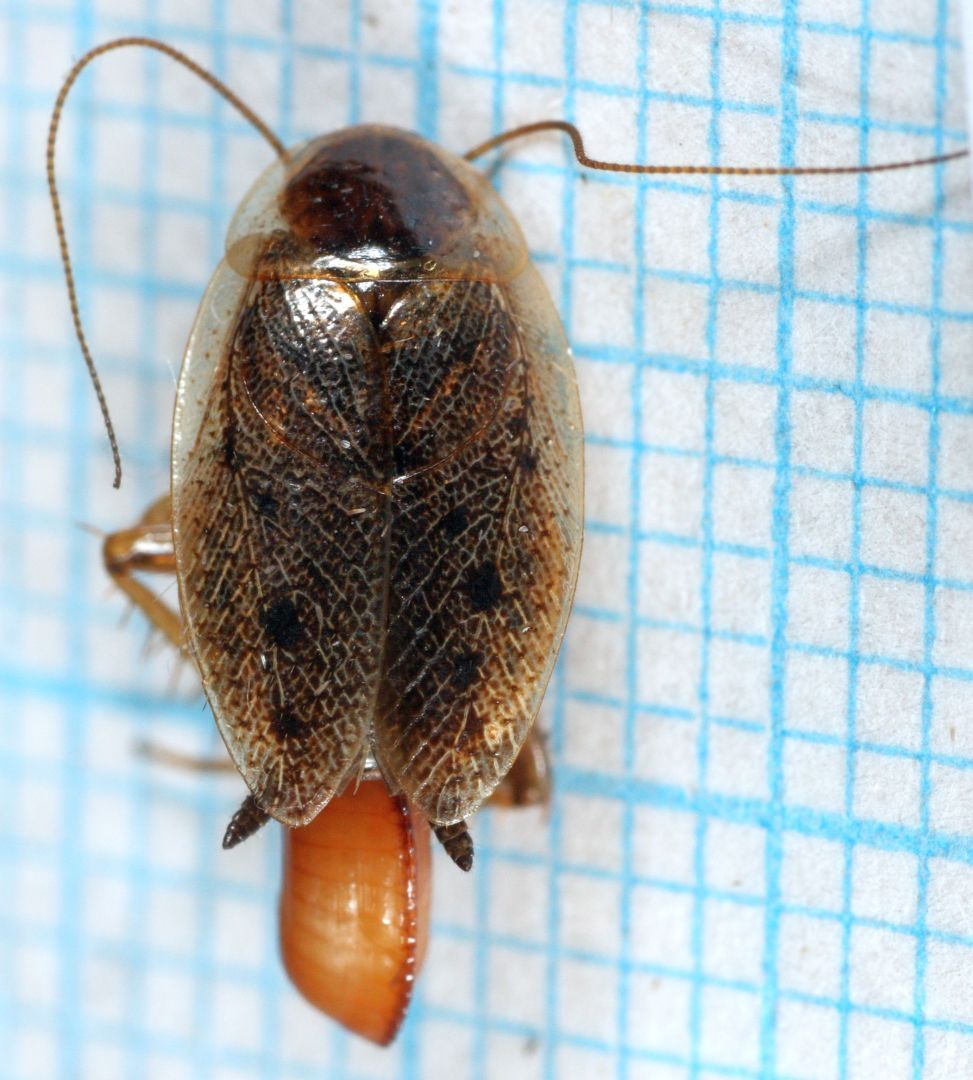
Ectobius lapponicus (Weiblich mit Oothek)

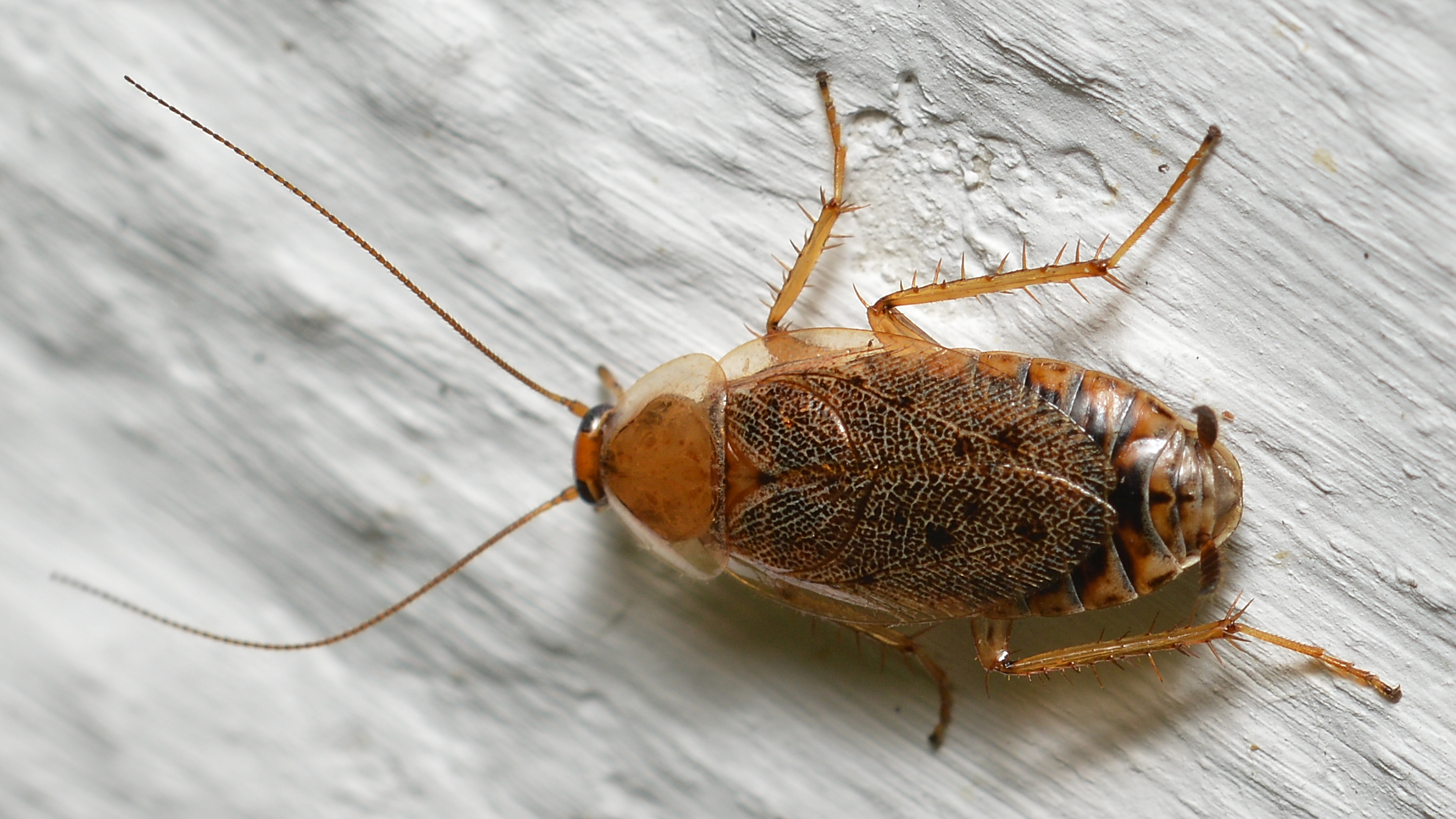
Die Weibchen haben häufig einen helleren Halsschild und verkürzte Flügel

Die Gemeine Waldschabe oder Lappland-Waldschabe (Ectobius lapponicus) ist eine europäische Art der Waldschaben. Sie lebt im Freiland und kommt nur selten und ausnahmsweise in Gebäuden vor.

## Merkmale
Die Schaben erreichen eine Körperlänge von etwa 9 bis 12, Weibchen nur bis 10 Millimeter. Die Geschlechter unterscheiden sich in der Ausbildung der Flügel. Männchen sind vollgeflügelt und flugfähig, bei den Weibchen sind die Flügel etwas verkürzt und erreichen nicht die Spitze des Hinterleibs. Außerdem besitzt der Hinterleib des Männchens (bei Ansicht von unten) acht, derjenige des Weibchens nur sechs sichtbare Segmente. Am Hinterende des Weibchens befindet sich die vergrößerte, halbkreisförmig vorstehende Subgenitalplatte, aus der bei der Eiablage die Oothek austritt. Beim Männchen besitzt die Hinterleibsspitze eine kleinere, etwa dreieckige Subgenitalplatte mit einem Anhang, dem Stylus, von artspezifischer Form. Bei beiden Geschlechtern trägt die Subgenitalplatte paarige, segmentierte Anhänge, die als Sinnesorgane dienen, die Cerci. 
Die Art ist normalerweise an der Färbung und Gestalt des Halsschilds erkennbar. Dieser ist gleichmäßig rundlich, ohne betonte Hinterecken. Er weist in der Mitte (auf der Scheibe) einen dunklen Fleck auf, der unscharf begrenzt mit verwaschenen Rändern in den helleren Rand übergeht. Auf dem siebten Tergit des Hinterleibs (d. h. durch die Flügel in Ruhelage verdeckt) befindet sich die artspezifisch geformte Drüsengrube. Diese ist bei der Art klein (viel kleiner als bei der Bernstein-Waldschabe), sie ist queroval geformt, in der Mitte mit einem dichten, zweiteiligen Haarbüschel.
Nymphen der Art sind überwiegend strohgelblich bis dunkel gelb gefärbt und tragen auf der Oberseite kleine dunkle Flecken. Die letzten Stadien sind etwas dunkler, mit einer zusammenfließenden dunklen Fleckenzeichnung auf dem Hinterleib. Die dunkle Zeichnung auf der Pronotumscheibe besitzt, wenn vorhanden, auch bei ihnen immer verwaschene Ränder. Die Art besitzt fünf Larvenstadien. Beim letzten sind deutliche Flügelscheiden erkennbar, die beim Männchen das Ende des dritten, beim Weibchen das zweite Hinterleibssegment erreichen.

## Verbreitung
Die Art lebt im größten Teil Europas, östlich bis zum Ural. Sie fehlt in Großbritannien, auf der Iberischen Halbinsel und im südlichen Italien. Sie wurde, als eine von vier Ectobius-Arten, nach Nordamerika eingeschleppt. Der Erstnachweis dort stammt von 1984 aus New Hampshire, heute ist sie im Nordosten des Kontinents weit verbreitet. Sie kommt in Kanada in Ontario, Nova Scotia und New Brunswick und auf Prince Edward Island vor.

## Lebensraum
Die Art kommt überwiegend in Wäldern vor. Männchen und Nymphen findet man bevorzugt in der Bodenvegetation und der Strauchschicht, Weibchen eher am Boden und in der Streuschicht. Männchen sind tagsüber, bevorzugt nachmittags, Weibchen und Nymphen eher nachtaktiv. Die Tiere sind gewöhnlich etwa von Mai bis September aktiv.
Selten und ausnahmsweise dringen einzelne Tiere in Häuser ein, sie können sich dort aber nicht fortpflanzen.

## Fortpflanzung
Die Weibchen legen jeweils 20 Eier in die relativ kleine Oothek. Die Ootheken dieser Art sind rotbraun gefärbt und quergestreift. Die Gemeine Waldschabe kann sich fakultativ parthenogenetisch vermehren. Weibchen mit Ootheken findet man etwa ab Juni. Sie tragen diese etwa 24 Stunden mit sich herum und verstecken sie schließlich in der Laubstreu oder im Grasfilz. 
Die Art besitzt, wie fast alle Waldschaben, einen zweijährigen Entwicklungszyklus (semivoltin). Nach der Ablage der Oothek überwintern die Eier darin, die Nymphen schlüpfen im folgenden Jahr, etwa im Juni. Die Nymphen entwickeln sich im dann bis zum vierten Stadium und überwintern erneut, oft im Innern von Grasbulten. Sie werden im Folgejahr etwa im April wieder aktiv und entwickeln sich weiter. Die ersten adulten Tiere sind im Mai zu finden.